# Daphniopsis ephemeralis
Daphniopsis ephemeralis är en kräftdjursart som beskrevs av Schwartz och Paul D.N. Hebert 1987. Daphniopsis ephemeralis ingår i släktet Daphniopsis och familjen Daphniidae. Inga underarter finns listade i Catalogue of Life.